# Юрківці (Кам'янець-Подільський район)
Ю́рківці — село в Україні, у Чемеровецькій селищній громаді Кам'янець-Подільського району Хмельницької області.

## Назва
Легенда походження назви сіл Теремківці та Юрківці: 
| | \| Колись давно жив заможний пан Погорецький. Він мав двоє сині яких звали Юрко та Терем. Цей пан мав багато землі та перед тим як померти він дав одну половину землі Юркові а іншу Терему. Ось так і утворились два села Юрківці та Теремківці, а між ними простяглося поле Погорецьке. \| |
| Колись давно жив заможний пан Погорецький. Він мав двоє сині яких звали Юрко та Терем. Цей пан мав багато землі та перед тим як померти він дав одну половину землі Юркові а іншу Терему. Ось так і утворились два села Юрківці та Теремківці, а між ними простяглося поле Погорецьке. | |

## Географія
Подільське село Юрківці розташоване на подільській височині, в південно-західній частині України, на річці Жванчик — лівій  притоці Дністра, за 45 кілометрів автошляхами від міста Кам'янець-Подільський та за 2 кілометра від Чемерівців. Біля поселення проходить автотраса Р48.

### Клімат
Юрківці знаходяться в межах вологого континентального клімату із теплим літом.

## Історія
13 січня 1440 року польський король Владислав III Варненчик записав Боршу з Коціни 150 гривень на селах Голосків та Юрівці у Кам’янецькому повіті Подільської землі.
1578 року перша згадка про поселення за Сіцінським Юхимом.
Церква Різдва Богородиці відома з 1738 року.
Внаслідок поразки визвольних змагань на початку XX століття, село надовго окуповане російсько-більшовицькими загарбниками.
Радянська окупація принесла колективізацію та розкуркулення, мешканці села зазнали репресій.
В 1932–1933 селяни села пережили Голодомор.
З 1991 року в складі незалежної України.
15 вересня 2016 року шляхом об'єднання сільських територіальних громад, село увійшло до складу Чемеровецької селищної громади.
До адміністративної реформи 19 липня 2020 року село належало до Чемеровецького району, після його ліквідації, увійшло до складу Кам'янець-Подільського району.
13 травня 2022 року релігійна громада храму Святого Духу села перейшла з Московського патріархату в Православну Церкву України. Вперше, в місцевій церкві пролунала молитва українською мовою.

## Населення
Населення становить 869 осіб на 2001 рік.

### Мова
У селі поширені західноподільська говірка та південноподільська говірка, що відносяться до подільського говору, який належить до південно-західного наріччя.
Розподіл населення за рідною мовою за даними перепису 2001 року:
| Мова       | Відсоток |
| ---------- | -------- |
| українська | 99,31%   |
| російська  | 0,69%    |

## Релігія
- Церква Святого Духу (ПЦУ)
- Святотроїцька Церква (ПЦУ)

## Охорона природи
Село лежить у межах національного природного парку «Подільські Товтри». Через село протікає річка Жванчик.

## Світлини

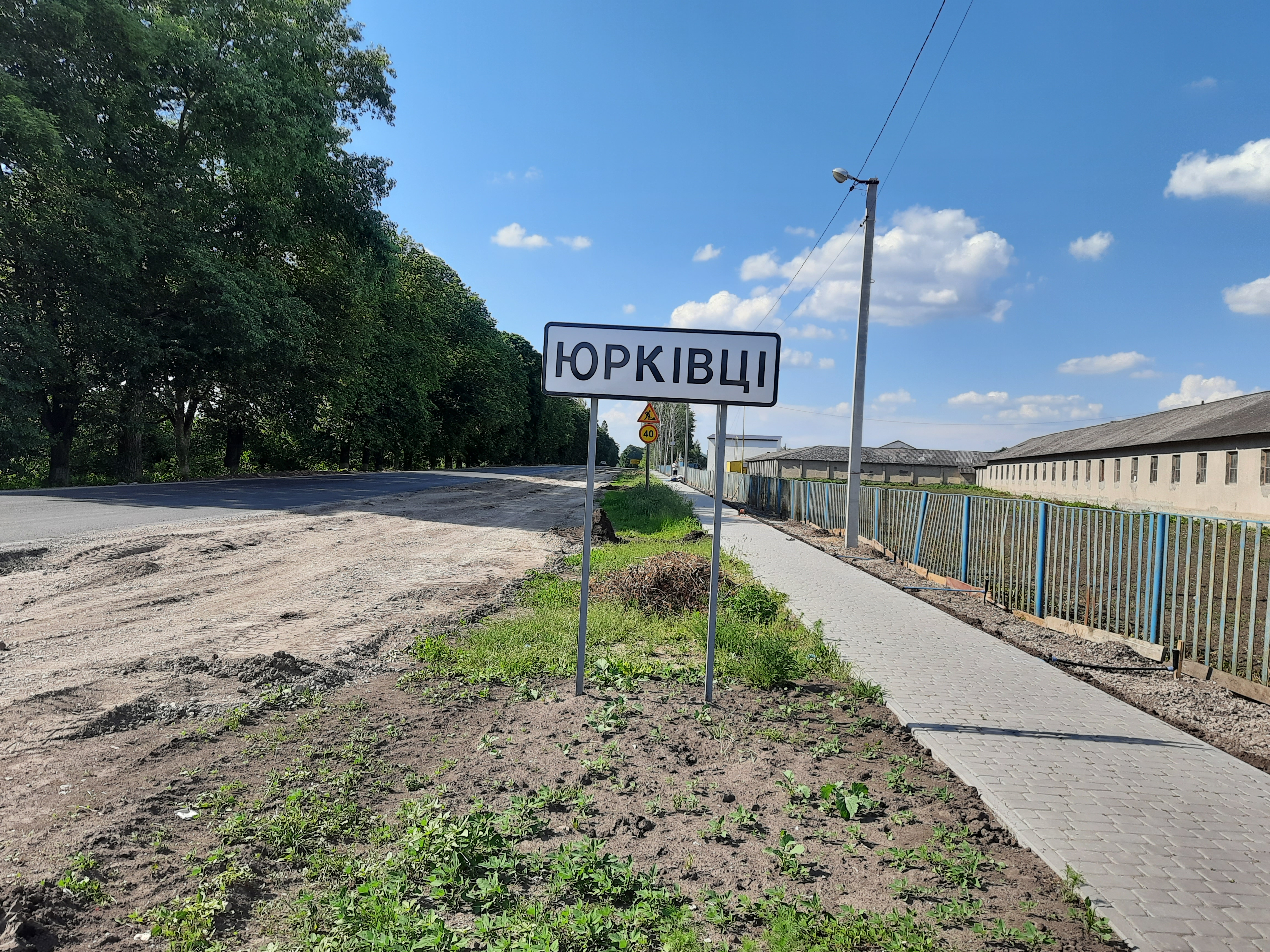
В'їзд у село
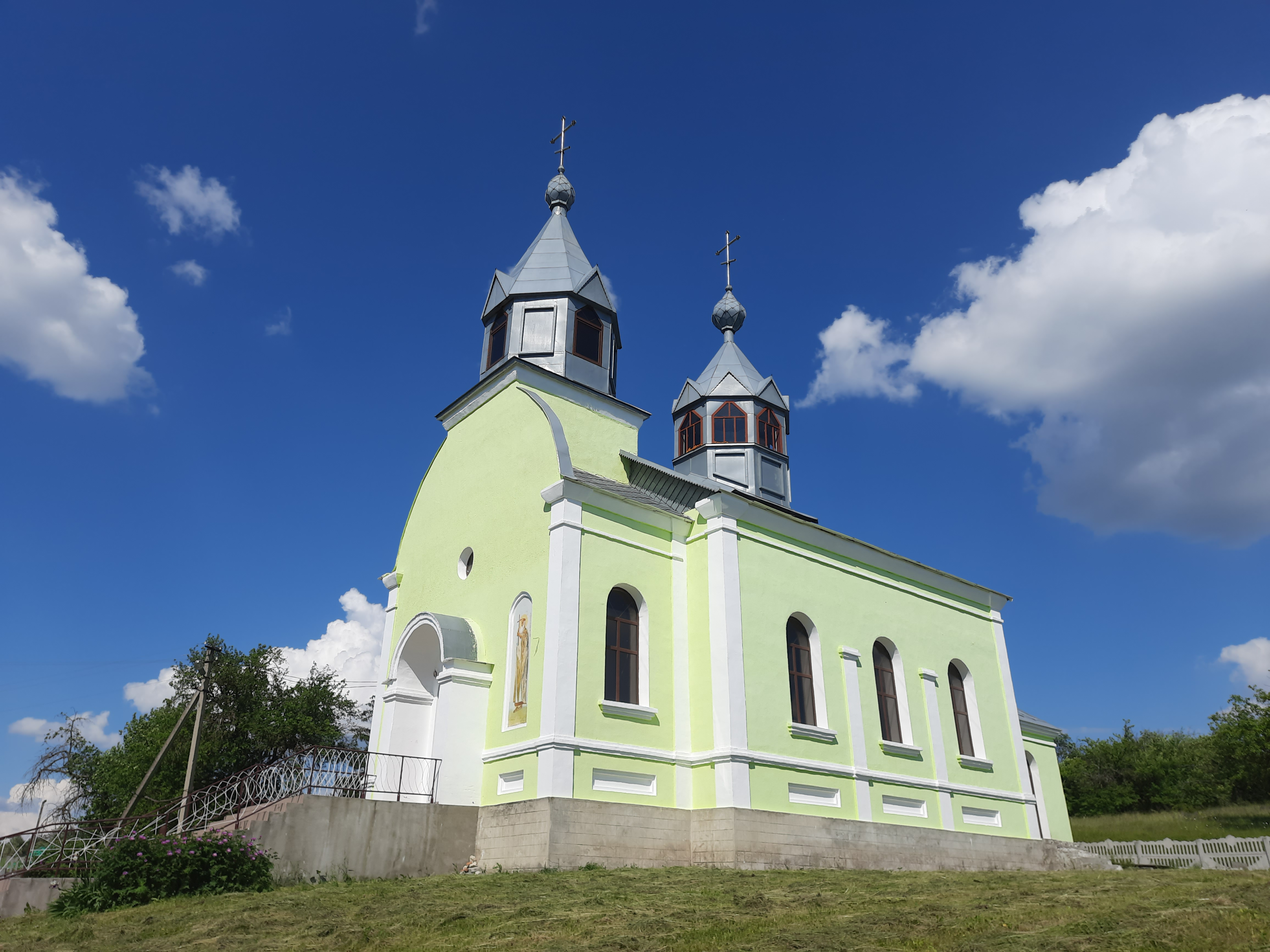
Церква Святого Духа
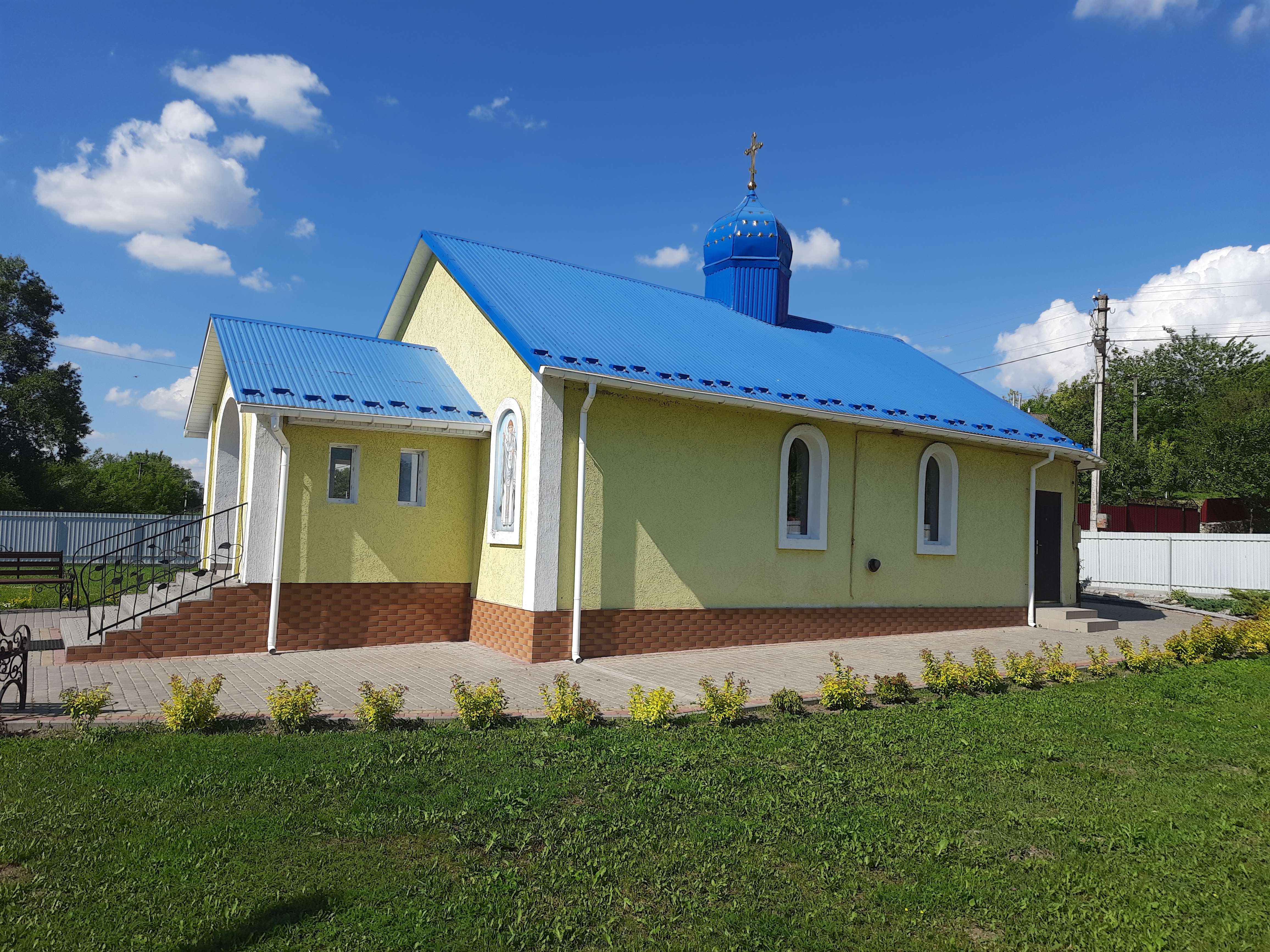
Троїцька церква
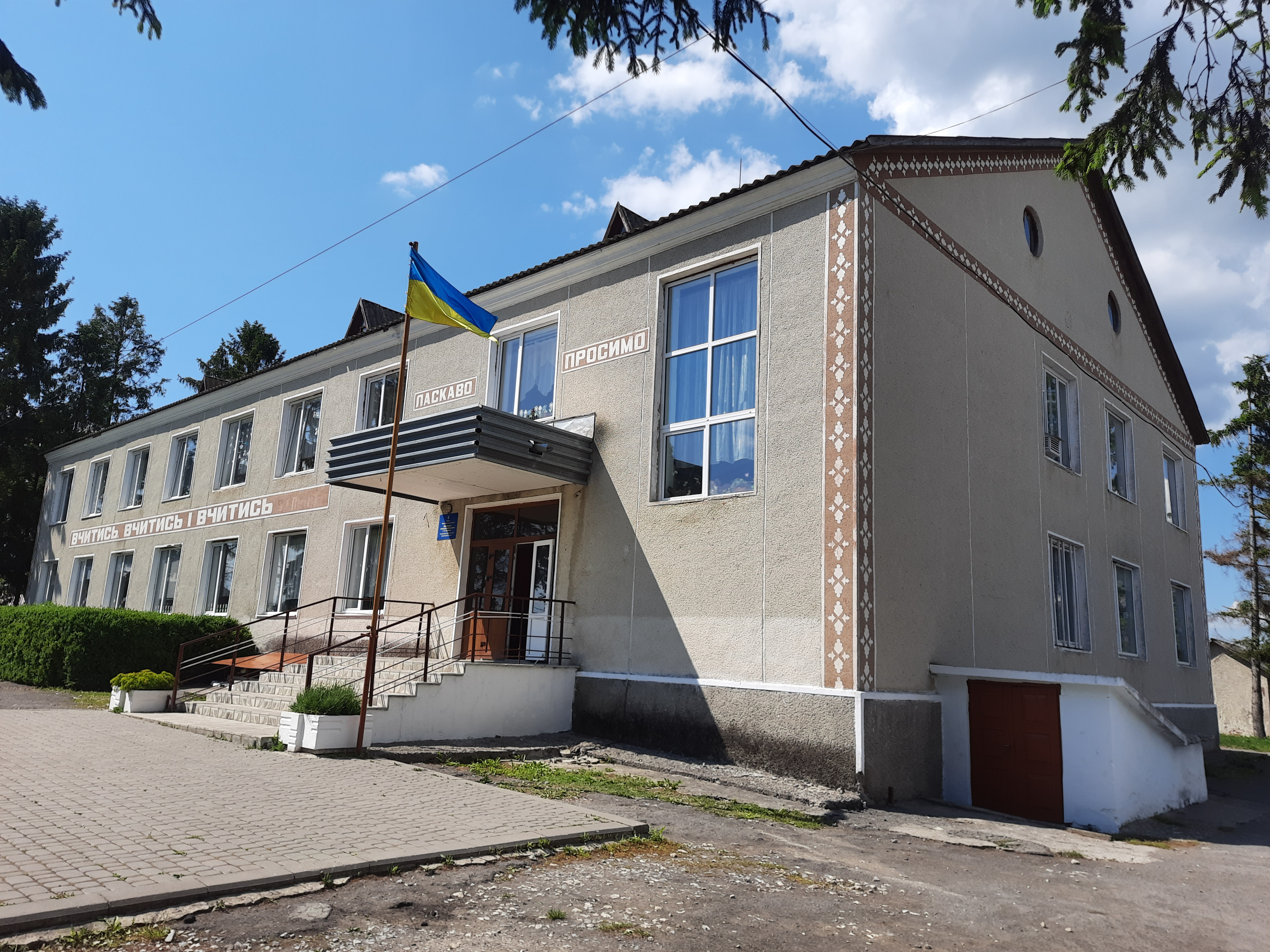
Школа
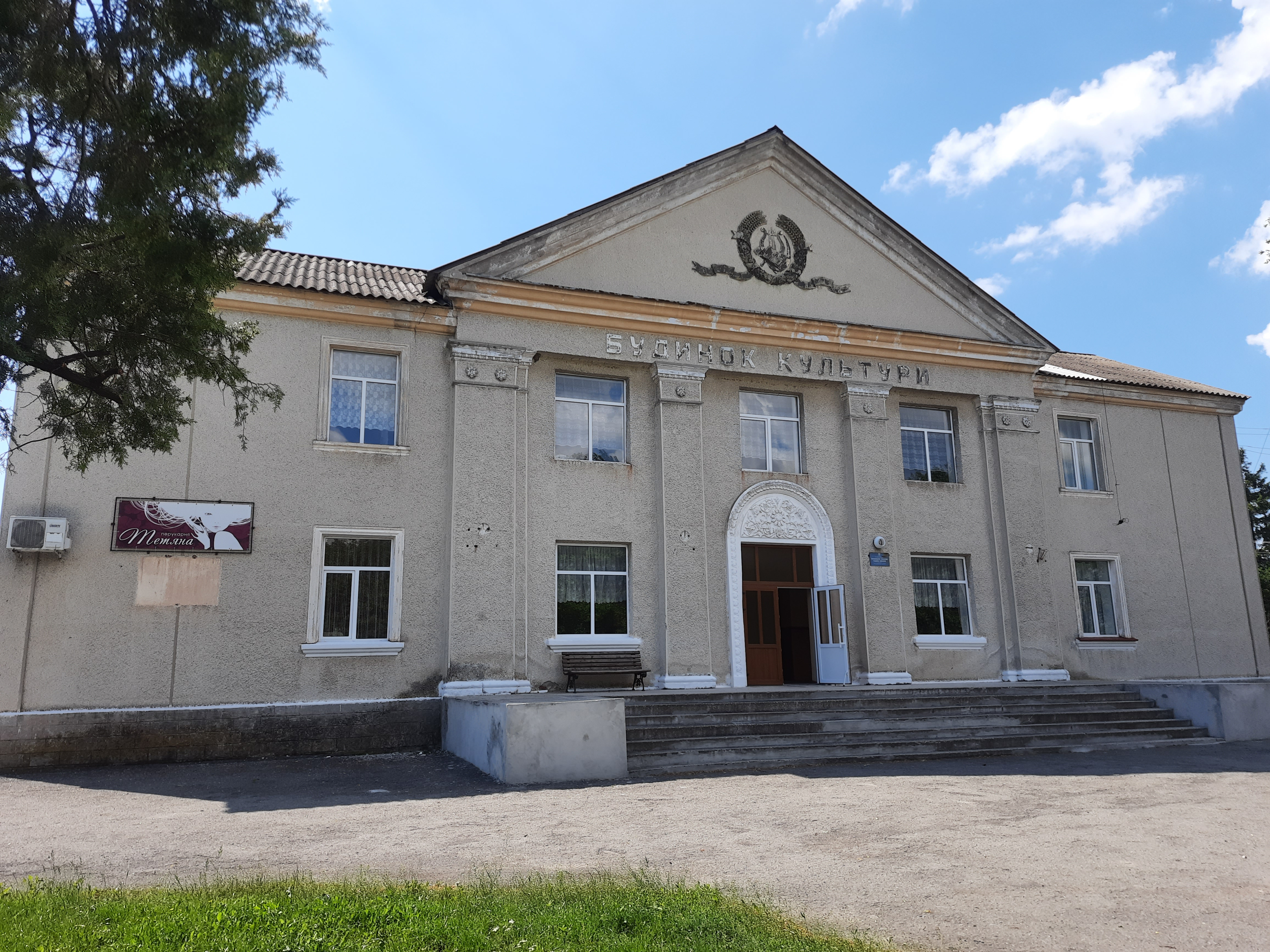
Будинок культури
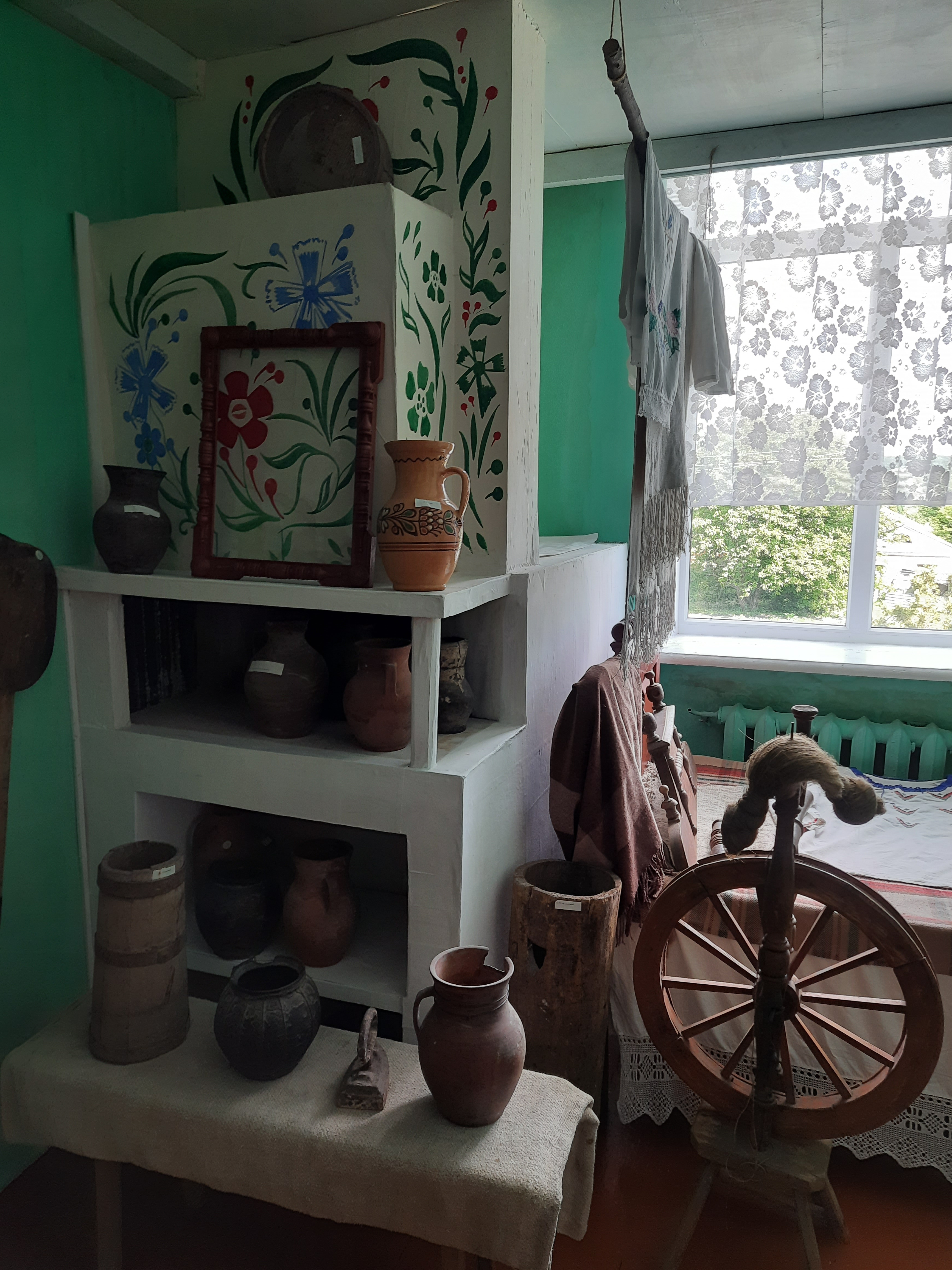
Краєзнавчий музей
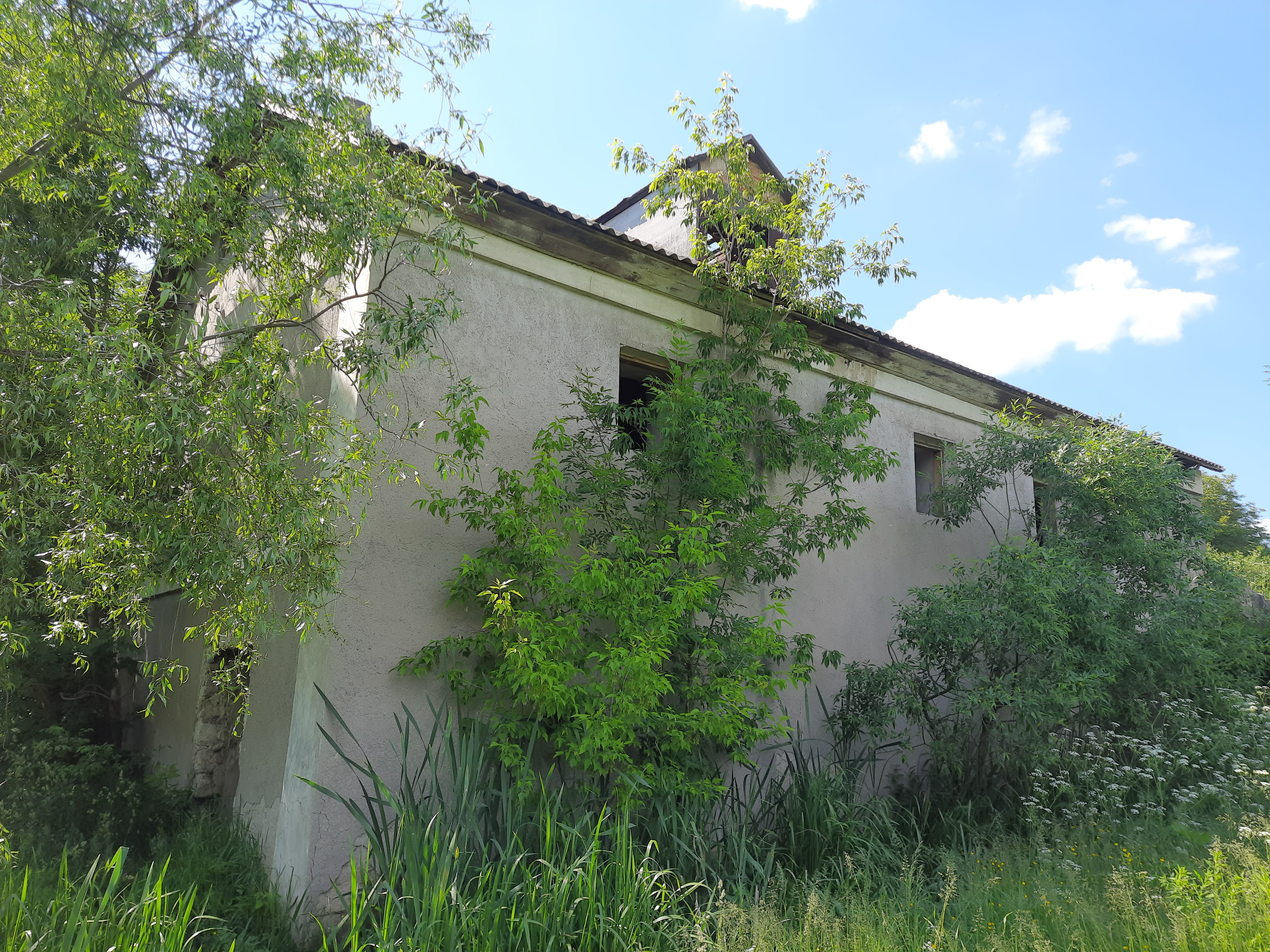
Старий млин на річці Жванчик
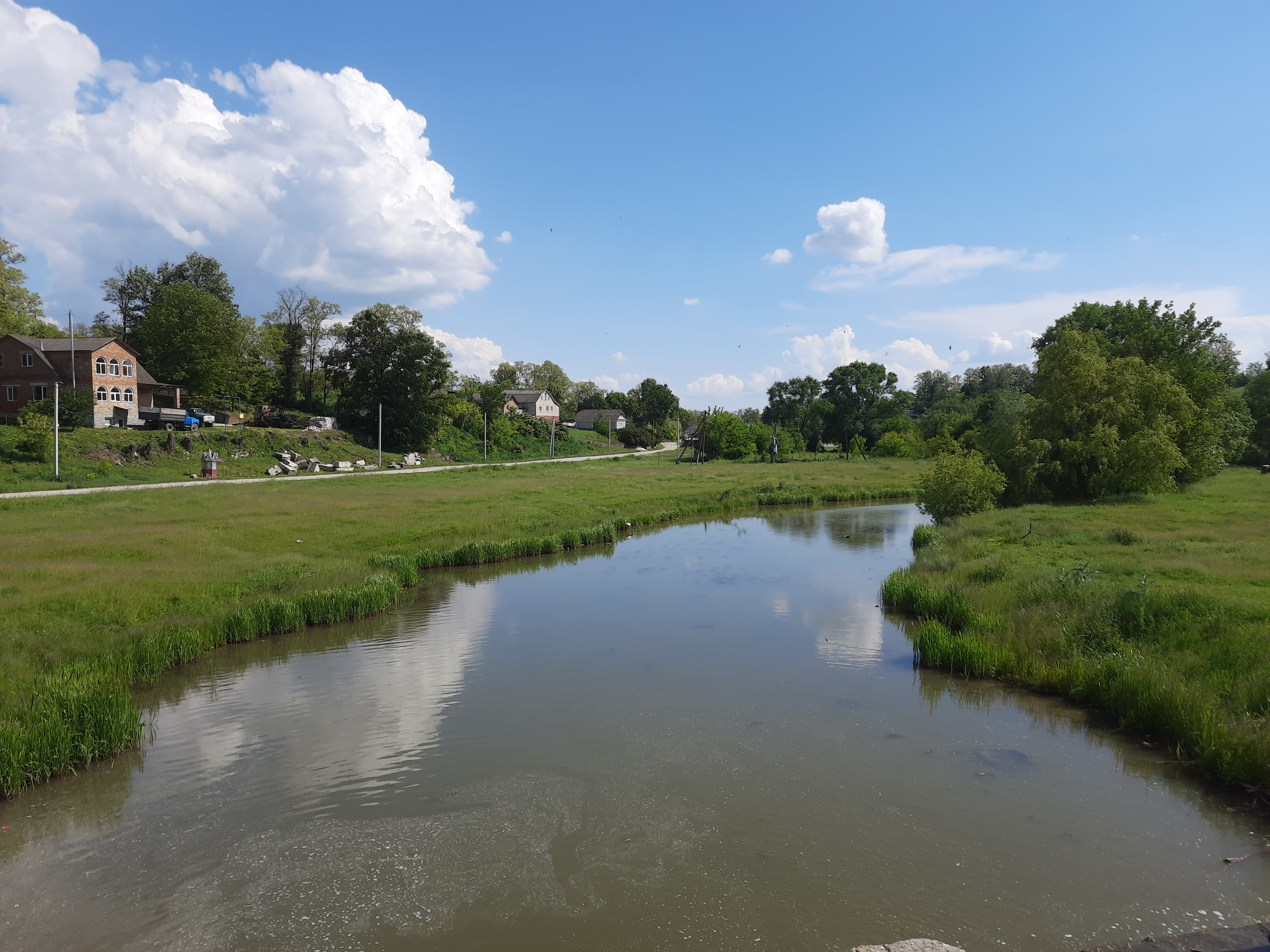
Річка Жванчик біля села